# بورگان دیلر
بورگان آ. دیلر (به انگلیسی Burgoyne Diller) هنرمند مشهور انتزاعی در قرن ۲۰ بود وی بیشتر آثارش را در سبک انتزاع گرایی هندسی خلق کرد. آثار او یادآور جنبش استیل و پیت موندریان است. انتزاع هندسی اش و سبک غیر هدفمند نیز در مطالعهٔ اش با هانس هوفمن در انجمن هنر دانشجویان نیویورک بسیار تأثیر گذار بود. او عضو بنیانگذار هنرمندان خلاق آمریکایی بود. کار انتزاعی دیلر گاهی اوقات «سازنده گر» نامیده می‌شود. او در ابتدا در کار خود کارهای سفارشی و پروژه ای انجام می‌داد و به عنوان یک هنرمند برای پروژه هنر فدرال نیویورک کار می‌کرد.

## سبک آثار
انتزاع‌گرایی هندسی یکی از شاخه‌های هنر انتزاعی در سدهٔ بیستم است که بنای آن بر به‌کارگیری شکل‌های هندسی دوبعدی یا سه‌بعدی و خطوط صریح و قاطع و رنگ‌های ناب و یکدست برای شکل بخشیدن به مقولات و مفاهیمی چون انضباط، تعادل، توازن و ساماندهی و حتی تناسبات هندسی و معادلات ریاضی شکل می‌گیرد.
«بورژوین دیلر، پیشگام مدرنیسم آمریکا، حرفه خود را به تحقیق دربارهٔ انتزاع هندسی در نقاشی‌ها، نقاشی‌ها، کلاغ‌ها و مجسمه‌ها اختصاص داد.»
برای دیلر، انتزاع حوزه ایده‌آل از هماهنگی، ثبات و نظم بود که هر فضایی در آن می‌تواند کنترل و اندازه‌گیری شود.
سبک او با اشکال مدرنیسم آغاز شد، از جمله کوبیسم، انتزاع کاندینسکی، سازنده گرایی و دیگر مدل‌های اروپایی او رنگ پالت خود را به رنگ‌های شاداب و سیاه و سفید نئوپلاستیکی ساده کرده و واژگان بصری خود را به مربع و مستطیل کاهش داد. دیلر یک زبان بسیار شخصی را بر اساس سه موضوع اصلی ترکیب کرد. این تم‌ها "یک" "دو" "سه" نامیده می‌شدند.